# Michael Zechner
Michael Zechner (* 31. Jänner 1975) ist ein ehemaliger österreichischer Fußballspieler und -trainer.

## Karriere
Als 18-Jähriger gehörte er der ersten Mannschaft des FK Austria Wien an, für den er von 1993 bis 1996, die erste Saison in der 1. Division, danach in der Bundesliga, der höchsten Spielklasse im österreichischen Fußball, 20 Punktspiele bestritt. Die Rückrunde der Saison 1995/96 bestritt er leihweise beim Zweitligisten VfB Mödling. Zur Saison 1996/97 wechselte er zum Zweitligisten Favoritner AC. Im Jänner 1997 schloss er sich dem Regionalligisten Wiener Sport-Club an. Danach spielte für den First Vienna FC und den FCN St. Pölten jeweils in der 2. Division. 
Zur Saison 1999/2000 wurde er vom 1. FC Union Berlin verpflichtet, für den er seine erste Saison in der drittklassigen Regionalliga Nordost bestritt und am Saisonende als Meister in die neu strukturierte und nur noch in der in zwei Staffeln ausgetragenen Regionalliga Nord aufgenommen wurde. Mit seinen 30 Punktspieleinsätzen und drei Toren trug er zur Meisterschaft und zum Aufstieg in die 2. Bundesliga bei, in der er bis Ende des Jahres in vier Punktspielen eingesetzt wurde. Ferner bestritt er von 2000 bis 2002 sechs Spiele im DFB-Pokal-Wettbewerb, in dem er in der Spielzeit 2000/01 allein fünf bestritt und mit dem 1. FC Union gar das Endspiel erreichte. Das am 26. Mai 2001 im Berliner Olympiastadion vor 73.011 Zuschauern ausgetragene Finale gegen den FC Schalke 04 wurde mit 0:2 verloren, dabei wurde er für Harun Isa in der 70. Minute eingewechselt.
Im Jänner 2002 wechselte er zum Drittliga-Neuling SC Paderborn 07, für den er mit seinen fünf Punktspielen in der Rückrunde, in denen ihm ein Tor gelang, dazu beitrug, dass die Klasse als 14. gehalten werden konnte.
Danach kehrte er nach Österreich zurück und spielte die Saison 2002/03 für den SC-ESV Parndorf 1919 in der viertklassigen Burgenlandliga, aus der er mit der Mannschaft als Meister hervorging. Danach spielte er eine Saison lang für den Bundesligisten SK Sturm Graz, danach die Saison 2004/05 für den Zweitligisten Kapfenberger SV, anschließend von 2005 bis 2007, für den First Vienna FC in der drittklassigen Regionalliga Ost. Seine aktive Fußballerkarriere setzte er beim niederösterreichischen Landesligisten ASK Kottingbrunn fort, dessen Trainer er für wenige Monate im Jahr 2010 auch war.
Zur Saison 2010/11 wechselte er zum fünftklassigen SC Herzogenburg. Danach spielte er noch für den FC Tulln, den SC Laa/Thaya, den viertklassigen FC Mistelbach, den er kurzzeitig auch trainierte, den SV Zeiselmauer und den USV Kettlasbrunn, für den er zuletzt im Juni 2018 spielte.

## Erfolge
- Meister der Landesliga Burgenland 2003
- DFB-Pokal-Finalist 2001
- Meister der Regionalliga Nord 2001 und Aufstieg in die 2. Bundesliga 2001
- Meister der Regionalliga Nordost 2000